# NGC 1215
NGC 1215 (również PGC 11687 lub HCG 23B) – galaktyka spiralna (Sa), znajdująca się w gwiazdozbiorze Erydanu. Odkrył ją Lewis A. Swift 21 października 1886 roku. Wraz z galaktykami NGC 1214, NGC 1216 i PGC 11673 należy do zwartej grupy galaktyk Hickson 23 (HCG 23).